# Автопортрет (картина Кустодиева)
«Автопортрет» российского художника Бориса Кустодиева, был написан им в 1912 году. Находится в коллекции Галереи Уффици во Флоренции.

## История

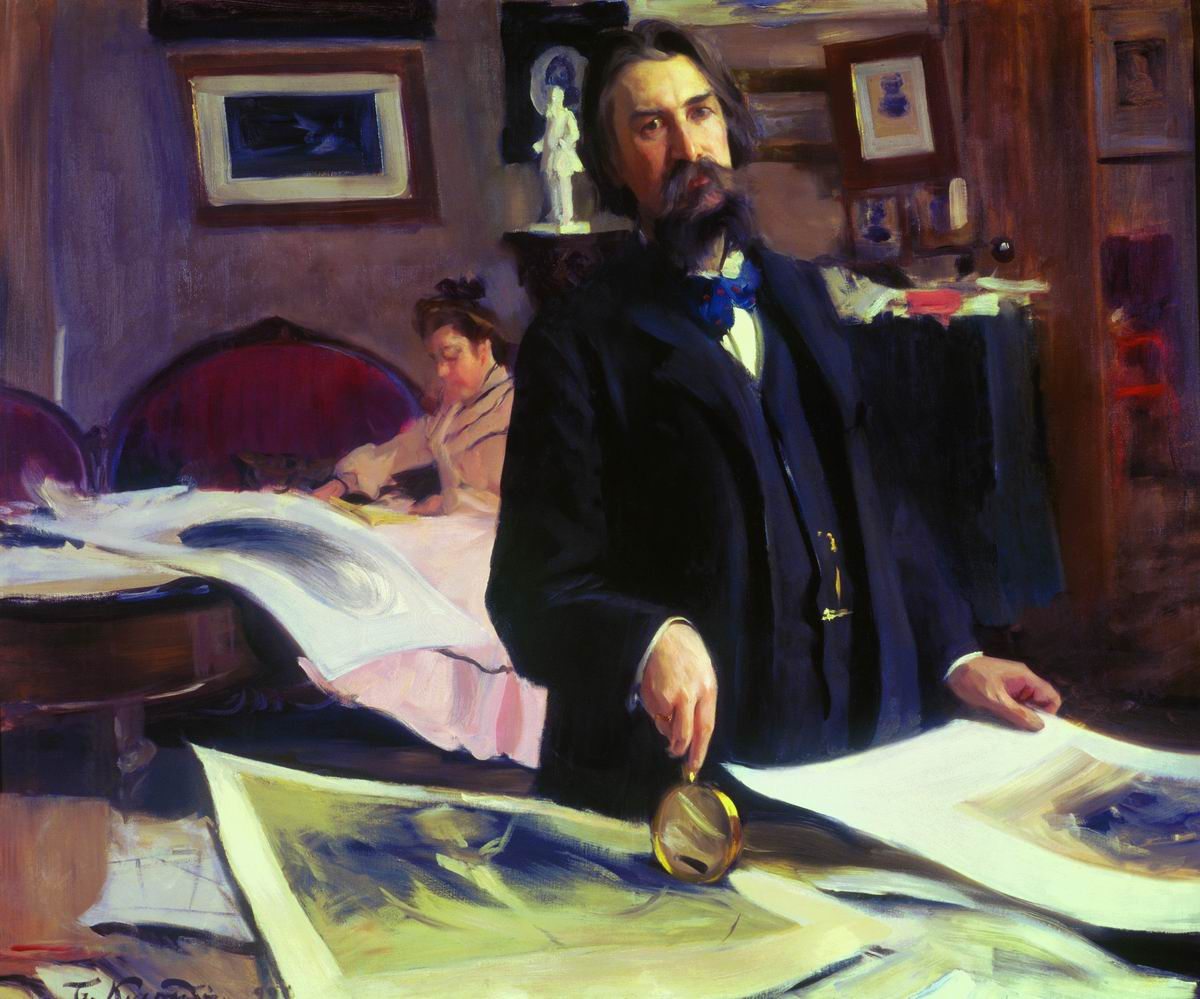
Портрет Матэ кисти Кустодиева, 1902 год

Борис Кустодиев стал известен в Европе в 1907 году, когда золотой медали VII Международной выставки во Венеции был удостоен его портрет В. В. Матэ (хранится в Государственном Русском музее). Через три года, вернувшись в Россию после лечения от опухоли спинного мозга в Швейцарии, зимой 1912 года в Петербурге Кустодиев заканчивает свой автопортрет по просьбе министра народного просвещения Италии Луиджи Кредаро, выразившего в письме художнику желание дополнить коллекцию галереи Уффици автопортретами «ныне живущих больших художников». Кустодиев стал третьим русским художником, удостоенным такой чести, после Ореста Кипренского и Ивана Айвазовского; предложение также поступало Валентину Серову и Илье Репину, но они не откликнулись. После выставки в Дрездене в первых числах мая 1913 года, портрет был подарен Кустодиевым для Галереи автопортретов в галерею Уффици во Флоренции, в запасниках которой и хранится в настоящее время.

## Композиция

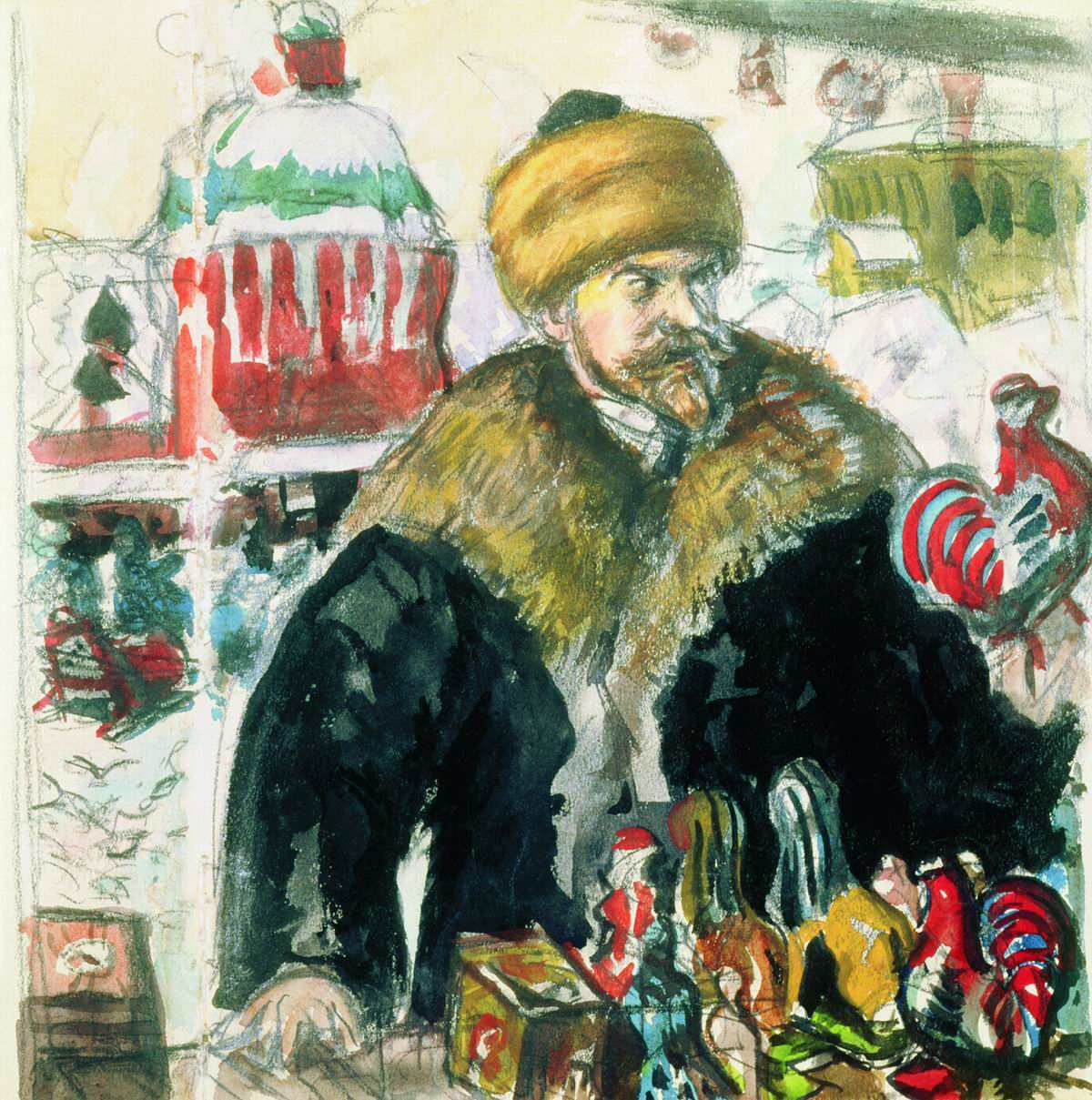
«Автопортрет (в шубе)», эскиз

Автопортрет размером 100 x 85 см выполнен гуашью и темперой по картону. Кустодиев изобразил себя в довольно щеголеватом виде — с пышными усами, в богатой тёмной шубе с большим воротником и барской, тёплой меховой шапке. Он стоит на некотором возвышении на фоне зимнего пейзажа, панорамы припорошенных снегом стен Троице-Сергиевой Лавры — образца древнерусской церковной архитектуры и доминанты всего полотна. Силуэт тёмной фигуры выделяется среди красочного колорита второго плана с праздничной ярмарочной толпой, неотъемлемой частью которой он и является. У Кустодиева озорной, но вместе с тем и печальный взгляд, в котором можно увидеть расстройство от неудачного лечения, либо любовь к родине, которая питала его творчество и с которой он часто расставался ради отъезда к заграничным врачам. Колористические, композиционные и идейные принципы данного полотна были развиты Кустодиевым в последующих работах, в особенности в портрете Шаляпина, положившем начало «типичному» творческому методу художника, впоследствии описанном искусствоведом Марком Эткиндом: «Модель подается напористо, крупным планом, занимает изрядную часть холста; сохраняется импрессионистическая свежесть первого впечатления, живость непосредственного восприятия».